# Емерих на Рајни
Емерих ам Рајн (њем. Emmerich am Rhein) град је у њемачкој савезној држави Северна Рајна-Вестфалија. Једно је од 16 општинских средишта округа Клефе. Према процјени из 2010. у граду је живјело 29.752 становника. Посједује регионалну шифру (AGS) 5154008, NUTS (DEA1B) и LOCODE (DE EMM) код.

## Географски и демографски подаци
Емерих ам Рајн се налази у савезној држави Северна Рајна-Вестфалија у округу Клефе. Град се налази на надморској висини од 17 метара. Површина општине износи 80,1 km². У самом граду је, према процјени из 2010. године, живјело 29.752 становника. Просјечна густина становништва износи 371 становника/km².

## Међународна сарадња
| Мјесто | Држава               | Врста сарадње | Од    |
| ------ | -------------------- | ------------- | ----- |
|        | Уједињено Краљевство | партнерство   | 1978. |
| Извор  |                      |               |       |